# Redigobius penango
Redigobius penango és una espècie de peix de la família dels gòbids i de l'ordre dels perciformes que es troba a Indonèsia.
És un peix d'aigua dolça, de clima tropical i demersal. És inofensiu per als humans. Els mascles poden assolir 4 cm de longitud total.